# سیارک ۷۱۱۶
سیارک ۷۱۱۶ (به انگلیسی: 7116 Mentall، نامگذاری:1986XX) هفت هزار و صد و شانزدهمین سیارک کشف شده‌است که در ۲ دسامبر ۱۹۸۶ کشف شد.
قدر مطلق سیارک برابر ۱۳٫۵۰ است.